# ウジ・アンド・アリ
ウジ・アンド・アリ（Uzi and Ari）は、アメリカのインディー・ロック・バンド。2003年、ユタ州ソルトレイクシティにて、ベン・シェパードによって結成された。トム・ヨーク、モグワイ、ザ・ポスタル・サーヴィス、アルバム・リーフと好意的に比較される。
「ウジ・アンド・アリ」というバンド名は、ベン・スティラー監督の映画『ザ・ロイヤル・テネンバウムズ』の登場人物に由来する。

## 略歴
ベン・シェパードは高校生活を送ったテキサス州ダラスで別のバンドのメンバーを務めていた。2001年、シェパードはモルモン教の布教活動のためにバンドを離れ、チリのサンティアゴに2年間暮らした。
2003年、アメリカのユタ州に移住し、ウジ・アンド・アリを結成した。
2012年に活動終了を宣言。2013年にラスト・ツアーを行った。
その後、ベン・シェパードはYEYEY名義で活動を再開している。

## メンバー
- ベン・シェパード (Ben Shepard) - ボーカル、ギター、オルガン
- アンドリュー・グラセット (Andrew Glassett) - ドラム
- キャサリン・ワーシャム (Catherine Worsham) - ベース、バック・ボーカル
- ギャレット・マーティン (Garrett Martin) - ギター、キーボード
- ライアン・ムーア (Ryan Moore) - ヴァイオリン、ギター、フレンチ・ホルン

## ディスコグラフィ

### アルバム
- Don't Leave in Such a Hurry (2004年、Crying Girl)
- 『イティ・イズ・フリージング・アウト』 - It is Freezing Out (2006年、Crying Girl / Own / Friend of Mine)
- 『ヘッドウォームス』 - Headworms (2008年、Own / Friend of Mine)
- Uzi & Ari/ TaughtMe Split EP (2010年、Clumsy Congregation) ※TaughtMeとのスプリット盤
- The Air is Thin as Paper Here (2010年) ※2001年録音。ベン・シェパードのKickstarterプロジェクト支援者に報酬として贈られた